# Mesobyrrhus tanae
Mesobyrrhus tanae is een keversoort uit de familie pilkevers (Byrrhidae). De wetenschappelijke naam van de soort is voor het eerst geldig gepubliceerd in 1997 door Huang.